# Agnita
Agnita je město v župě Sibiu v Rumunsku. Žije zde přibližně 7 600 obyvatel. Administrativní součástí města jsou i dvě okolní vesnice.

## Části obce
- Agnita – 6 135[2] obyvatel
- Coveș – 545 obyvatel
- Ruja – 884 obyvatel